# گوآمو
گوآمو (به اسپانیایی: Guamo) یک سکونتگاه مسکونی در کلمبیا است که در بخش تولیما واقع شده‌است.